# Choe Yong-rim
Choe Yong-rim (o Choe Yong Rim, 최영림, Ch'oe Yŏngrim) (Ryanggang, 20 novembre 1930) è un politico nordcoreano di lunga data.
È stato Primo ministro della Repubblica Popolare Democratica di Corea (Presidente del Gabinetto) dal 7 giugno 2010 al 1º aprile 2013.

## Biografia

### Ascesa ai vertici
La famiglia di Choe Yong-rim ha una vasta tradizione rivoluzionaria: suo padre in particolare fu un guerrigliero sotto Kim Il-sung e la cosa contribuì a legare lo stesso Yong-rim al Partito dei Lavoratori di Corea e alla famiglia Kim. Suo fratello, Choe Yong-hwa, è stato un propagandista per il Partito.
Diplomatosi alla prestigiosa scuola Mangyŏngdae, studiò successivamente economia politica all'Università Kim Il-sung e all'Università di Mosca. Fece parte della guardia personale di Kim Il-sung durante la Guerra di Corea.
Avviò la sua carriera nel Partito nel 1956 lavorando nel Dipartimento di Organizzazione del Comitato centrale, e fu eletto membro candidato del Comitato centrale alla Conferenza nazionale dell'ottobre 1966, assistendo all'espulsione di una fazione di oppositori a Kim Il-sung, e nel 1967 venne promosso a vicedirettore del dipartimento organizzativo. Al V Congresso nazionale del Partito nel 1970 venne eletto membro del Comitato centrale a tutti gli effetti, e nel 1971 fu direttore del Dipartimento economico.

### Membro del Politburo
La sua carriera vide un apparente incremento quando venne nominato segretario personale del presidente Kim Il-sung e direttore del Dipartimento d'amministrazione del Comitato centrale (rispettivamente 1973 e 1974), incarichi dai quali sembra abbia favorito l'ascesa di Kim Jong-il, che proprio nel 1974 fu nominato ufficialmente successore del padre; fu quindi membro dell'Ufficio politico (o Politburo) al VI Congresso del 1980 e vice primo ministro nel 1983.
Venne inspiegabilmente rimosso dall'Ufficio politico e dall'incarico di vice primo ministro nell'ottobre 1985, quando Kim Il-sung lo volle nuovamente a capo della propria segreteria presidenziale. Ancora nel 1990 venne nuovamente nominato vice primo ministro, presidente della Commissione di pianificazione e membro candidato dell'Ufficio politico. Nel 1992 divenne ministro dell'Industria metalmeccanica.
Alla I sessione della X Assemblea popolare suprema, tenutasi nel 1998, 4 anni dopo la morte di Kim Il-sung, Choe venne eletto procuratore della Repubblica, carica che tenne fino al 2003. Dal 2004 al 2006 fece parte del "Gruppo di comando delle operazioni speciali", formato da Kim Jong-il dopo l'invasione statunitense dell'Iraq. Nel 2006 venne nominato segretario generale del Presidium dell'Assemblea popolare suprema.

### Primo ministro
In quelle che vengono viste nel mondo occidentale e in Corea del Sud come mosse di Kim Jong-il per preparare la propria successione, ponendo uomini affidabili in posti chiave, Choe Yong-rim nonostante l'età avanzata venne nominato nel 2009 segretario del Comitato municipale di Pyongyang del Partito del lavoro, incarico solitamente affidato a personaggi vicini a Kim Jong-il, anche se si è dimesso dopo la sua nomina a capo del governo.
Il 7 giugno 2010 l'Assemblea popolare suprema lo nominò nuovo primo ministro in sostituzione di Kim Yong-il. Per via dell'età viene visto come un capo del governo di transizione, incaricato di assicurare la successione di Kim Jong-un a Kim Jong-il, proprio come il cognato di quest'ultimo, Chang Sung-taek, vicepresidente della Commissione di difesa nazionale.
Nel settembre dello stesso anno, alla Conferenza nazionale, è stato eletto membro del Comitato permanente dell'Ufficio politico del Comitato centrale del Partito del lavoro di Corea.